# エフエムひめ
エフエムひめは、大阪府淀川区にある、ミニFM・インターネットラジオ局である。愛称はFMひめである。

## 概要
局長は元芸人・本庄強（NSC11期生）。
阪神・淡路大震災をきっかけに空き家を改装して2019年に開局。ネット配信を併用し全国放送が可能。2023年5月5日で開局5周年を迎えた。
番組パーソナリティは若者、主婦など、職業も年齢もさまざま。パーソナリティが放送枠を買い、放送していくのが基本。夜22時から深夜にかけての番組は基本的に収録であるが、時折生放送が行われる。
愛称の「ひめ」は、開局した場所の「姫島」に由来する。台風が接近しているときは本庄が局に詰め、淀川や神崎川の水位や雨量など地域に密着した防災情報を伝え続けるため、番組の放送中に防災と防犯の情報を必ず入れることとしている。
本庄プロモートという、お笑い団体からスタートしたアマチュア団体としてスタートし、テレビ・ラジオ制作・イベント企画・構成など様々な分野で活動している。

## 沿革
出典：
- 2019年（令和元年）
  - 4月 - 試験放送を開始する。
  - 5月 - エフエムひめとして営業を開始。
  - 8月 - 「西淀川区チャリティーフェスタ」に局が参加。
  - 11月 - 西淀川区防災センターの情報番組を制作開始。
  - 12月 - 年末カウントダウン特別番組を制作・放送。
- 2020年（令和2年）
  - 2月 - 4月にかけて新型コロナウイルスの世界的流行に伴う緊急事態宣言の発令を受け、行事・イベント・企画も含め局の活動を自粛。
  - 8月 - 新スタジオが完成
  - 10月 - 日曜日枠に生放送番組を放送開始。
  - 12月 - 年末特別番組を放送。西淀川警察署からの依頼を受け、西淀川警察年末防犯警戒放送を制作。
- 2021年（令和3年）4月 - 現在地に局を移転。
- 2022年（令和4年）
  - 5月 - 中之島まつりにて公開生放送特別番組を制作・放送。
  - 8月 - 三津屋商店街にて公開生放送特別番組を制作・放送。
  - 10月 - エフエムひめ放送番組から抜粋した番組『エフエムひめセレクション』を制作。コミュニティFM2局で放送開始。
  - 12月 - 年末カウントダウン特別番組を制作・放送。
- 2023年（令和5年）
  - 2月27日 - ラジオ大阪「原田年晴 かぶりつきマンデー!」内『ぶらりご近所かぶりつき!』にて本局が取材される[4]。
  - 5月 - エフエムひめ4周年生放送特別番組を制作・放送。

## 番組一覧
- 2025年4月現在。なお番組表は毎月更新される。
- ⚫︎マークは全国ネット番組。他に18時台～翌6時台の番組は姉妹局の「びわチャンネル」、翌0時台～翌6時台の番組は同じく姉妹局の「きみのFM88」に中継されている。
- 【生】は生放送番組

### 毎日
- ●週刊!本庄強（0:00‐1:00） ※水曜深夜（火曜深夜）に更新。FMひめ先行放送。
- ●ジャズセレクション（1:00‐5:00）
- ●防災啓発番組（6:00‐7:00・12:00-13:00）
- クラシックミュージック（7:00‐8:00）
- モーニングミュージック（8:00‐9:00）
- 防災啓発番組（12:00‐13:00）
- FORMURA INDIE（13:00-14:00）※「てんしのはしご発信局[5]」の番組を放送
- 再放送番組（同週の前曜日のリピート放送枠）（9:00‐11:00・15:00‐17:00）

### 月曜
- りーたんのHappylucky福笑い（第1・3・5週/18:00〜18:57）
- Rook Sold Music（19:00〜19:57）
- 【生】西野内仁志の気ままにGrowing up!（20:00〜21:57）
- シャークでジョーズにいきましょう（1・3週は【生放送】、それ以外の週は、再放送21:00〜21:57）
- 西川諒の晋ぅ are you?（22:00〜22:57）
- 音に纏わる全てまるでNANCY（23:00〜23:57）

### 火曜
- ムラタイットのバトルフェイズ（18:00〜18:57）
- セビロジンのヲ・ラジオ（2・4週は【生放送】、それ以外の週は、再放送/19:00〜19:57）
- 【生】楽園さんのパラダイスTalk!（20:00〜20:57）
- 【生】島キョウさんのマジックみゅーじゅっく（21:00〜21:57）
- 景井洋一の雰囲気レディオ（22:00〜22:57）
- 宮崎サカナの水深0のおサカナ天国（23:00〜23:57）

### 水曜
- リサと穂月のバズラヂ（2・4週は【生放送】、それ以外の週は再放送/18:00〜18:57）
- 【生】ロイネイロ（19:00〜19:57）
- 【生】ヘルシースマイルパンクロック（20:00〜20:57）
- なつこのポジティブミーティング（21:00 - 21:57）
- What's up? RADIO（1・3・5週/22:00 - 22:57）
- ミヤさんのねぇちょっと聞いて（2・4週/22:00 - 22:57）
- 一般人ふーじーのきょうはひとりでした（23:00〜23:57）

### 木曜
- サリサリレディオ（18:00〜18:57）
- ぼっけぇラジオ（20:00〜20:57）
- ハマ・ジュムランのホンネラジオ！（21:00〜21:57）
- 雄大の寿司（1・3週/22:00〜22:57）
- 愛してアニマル（2・4週/22:00〜22:57）
- 【生】穂月心の今夜もエンタメ（23:00〜23:57）

### 金曜
- 岡本崇のコココロセイサクジョ（19:00〜19:57）
- なごみのたまゆらラジオ（20:00〜20:57）
- あひるのパンとカーと私（21:00〜21:57）
- りつこママのスナックへようこそ（22:00〜22:57）
- 2Be はちのPaisley 小 Park（23:00〜23:57）

### 休日
- NCSミュージック（18:00〜20:00）
- 再放送番組（20:00〜0:00）

## パーソナリティ
- 『週刊！本庄強』：本庄強
- 『りーたんのHappylucky福笑い』：Riley[6]
- 『急須のほっと一息』：急須[7]
- 『穂月心の万華鏡ラジオ』・『穂月心の今夜もエンタメ』：穂月心[8]
- 『西野内仁志の気ままにGrowing up!』：西野内仁志[9]
- 『シャークでジョーズにいきましょう』：鮫島輝明[10]
- 『島キョウさんのマジックみゅーじっく』：島キョウ（しまきょう）[11]
- 『景井洋一の雰囲気レディオ：ヒムヒムロック[12]
- 『宮崎サカナの水深0のおサカナ天国』：宮崎サカナ[13]
- 『ムラタイットのバトルフェイズ』：ムラタイット[14]
- 『セビロジンのヲ・ラジオ』：セビロジン（フリー芸人）
- 『楽園さんのパラダイスTalk!』・『主張ラジオ エプレッソ・ラジオ』：コーヒーの楽園（vtuber）[15]
- 『しらちゃんのピースサイン』：白浜昌幸（しらちゃん）[16]
- 『小島里奈＆TAKAのyeah！お元気ですか?→ あひるのパンとカーと私』：[17]
- 『リサとぢりのバズラヂ』：西城リサ（元吉本興行専属歌手）
- 『ロイネイロ』：心韻LOY（シンガーソングライター）[18]
- 『ヘルシースマイルパンクロック』：Cocoon's（コクーン）[19]
- 『What's up?RADIO』：アキラ（歌手）[20]
- 『ミヤさんのねぇちょっと聞いて』：なすびママ[21]
- 『一般人ふーじーのきょうはひとりでした』：一般人ふーじー[22]
- 『サリサリレイディオ』：マハール・ウッド
- 『ぼっけぇラジオ』： 岡崎翔
- 『ハマ・ジュムランのホンネラジオ！』：ハマ・ジュムラン[23]
- 『なつこポジティブミーティング』：夏子[24]
- 『雄大の寿司』：雄大(SEX-ANDROID、ザ・シンナーズ)
- 『愛してアニマル』：鏡原一代[25]
- 『岡本祟のコココロセイサクジョ』岡本崇（コココロ制作/ウパルパ猫）[26]
- 『なごみのたまゆらラジオ』：北川和[27]
- 『りつこママのスナックへようこそ』：kanna.rithu[28]
- 『はちのPaisley 小 Park』：はち(2Be)